# Fusa Tatsumi
Fusa Tatsumi (in giapponese: 巽 フ サ; Yao, 25 aprile 1907 – Kashiwara, 12 dicembre 2023) è stata una supercentenaria giapponese vissuta 116 anni e 231 giorni.

## Biografia
Nata Fusa Taniura, sposò Ryutaro Tatsumi nel 1939. Diede alla luce il suo primo figlio nel 1941 e il secondo nel 1947. Fino all'età di 56 anni lavorò nel frutteto di famiglia. Visse a casa fino al 2013, quando all'età di 107 anni si trasferì nella casa di cura "Hakuto" nella città di Kashiwara. Nel 2017 festeggiò il suo 110º compleanno con una piccola festa. All'età di 110 anni era ancora in grado di mangiare e truccarsi da sola. Al compimento dei 115 anni era invece costretta a letto e quasi incapace di parlare.
Dal 19 aprile 2022, con il decesso della connazionale Kane Tanaka, alla morte fu la persona vivente asiatica più longeva. Al momento del decesso era la seconda persona più longeva vivente al mondo, dopo la spagnola di origini messicane Maria Branyas, nonché la diciassettesima persona più longeva di sempre la cui età sia stata verificata e la quinta persona più longeva nella storia del Giappone. A seguito della morte, il 30 aprile 2022, di una donna della prefettura di Hyogo nata il 29 aprile 1907, era anche l'ultima persona asiatica nata nel 1907 rimasta in vita.